# Kanton Aulnay
Kanton Aulnay (fr. Canton d'Aulnay) je francouzský kanton v departementu Charente-Maritime v regionu Poitou-Charentes. Skládá se z 24 obcí.

## Obce kantonu
- Aulnay
- Blanzay-sur-Boutonne
- Cherbonnières
- Chives
- Contré
- Dampierre-sur-Boutonne
- Les Éduts
- Fontaine-Chalendray
- Le Gicq
- Loiré-sur-Nie
- Néré
- Nuaillé-sur-Boutonne
- Paillé
- Romazières
- Saint-Georges-de-Longuepierre
- Saint-Mandé-sur-Brédoire
- Saint-Martin-de-Juillers
- Saint-Pierre-de-Juillers
- Saleignes
- Seigné
- La Villedieu
- Villemorin
- Villiers-Couture
- Vinax